# 阿西利亚诺韦尔切莱塞
阿西利亚诺韦尔切莱塞（意大利语：Asigliano Vercellese），是意大利北部皮埃蒙特大区韦尔切利省的一个市镇。人口1390(2010年12月31日)。